# Burkillanthus malaccensis
Burkillanthus malaccensis är en vinruteväxtart som först beskrevs av Henry Nicholas Ridley, och fick sitt nu gällande namn av Walter Tennyson Swingle. Burkillanthus malaccensis ingår i släktet Burkillanthus och familjen vinruteväxter. Inga underarter finns listade i Catalogue of Life.